# Texas, Brooklyn and Heaven
Texas, Brooklyn and Heaven è un film del 1948 diretto da William Castle.
È una commedia romantica statunitense a sfondo western con Guy Madison, Diana Lynn e James Dunn. È il primo film con Audie Murphy (che interpreta un piccolo ruolo nella redazione del giornale di Dallas).

## Produzione
Il film, diretto da William Castle su una sceneggiatura di Lewis Meltzer con il soggetto di Barry Benefield, fu prodotto da Robert Golden per la United Artists tramite la Robert S. Golden Productions.

## Distribuzione
Il film fu distribuito negli Stati Uniti dal 16 luglio 1948 al cinema dalla United Artists.
Alcune delle uscite internazionali sono state:
- in Portogallo il 19 maggio 1952 (Viver Sonhando)
- in Finlandia l'11 luglio 1952 (Texasin tyttö)
- nel Regno Unito (The Girl from Texas)